# سد زيزون
سد زيزون هو سد ركامي منهار، يقع بالقرب من بلدة زيزون في منطقة السقيلبية التابعة لمحافظة حماة، سوريا.

## الإنشاء والمواصفات الفنية
بدأ العمل بتنفيذ السد عام 1989 وأنجز بناؤه عام 1995 ودخل في الاستثمار الفعلي عام 1996.
بلغ ارتفاعه من أدنى نقطة إلى أقصى نقطة 32 مترا، كما بلغ عرضه من الأعلى 6 أمتار وعرضه الأقصى من الأسفل مائتي متر وكانت سعة بحيرته تبلغ 71 مليون متر مكعب من المياه يستمدها من نهر العاصي ومياه الأمطار، وتستخدم مياه البحيرة في ري منطقة الغاب الزراعية الواسعة وذات التربة السوداء الخصبة.
تولّت تنفيذ بناء السد شركة حكومية تابعة لوزارة الإنشاء والتعمير هي الشركة العامة للري ومياه الشرب «ريما» في حين وضعت الدراسات الخاصة بهذا السد شركة حكومية أخرى تابعة لوزارة الري هي الشركة العامة للدراسات المائية. أما الجهة المشرفة على مشروع السد فهي الشركة العامة لحوض نهر العاصي.

## إنهيار السد
انهار السد في 4 حزيران عام 2002، مما أسفر عن حدوث فيضان غمر 4 قرى و 60 كيلومتراً مربعاً من الأراضي الزراعية، ومقتل 27 شخصا وتشريد 2,000 وتأثر 10,000 شخص بشكل مباشر.